# Clubul Sportiv Municipal Digi Oradea
Clubul Sportiv Municipal Digi Oradea é um clube de polo aquático da cidade de Oradea, Romênia.

## História
O clube foi fundado em 2003.

## Títulos
- Liga Romena de polo aquático  (9)
  - 2007, 2008, 2009, 2010, 2011, 2012, 2013, 2014, 2015